# Zhuang Xiaoyan
Zhuang Xiaoyan (chinesisch 庄晓岩; * 4. Mai 1969 in Shenyang) ist eine ehemalige chinesische Judoka, die 1992 Olympiasiegerin in der Gewichtsklasse über 72 Kilogramm war und die erste Judo-Olympiasiegerin überhaupt.
Zhuang Xiaoyan belegte 1986 im Schwergewicht und 1987 in der offenen Klasse den zweiten Platz beim internationalen Turnier in Fukuoka. Von 1988 bis 1991 gewann sie das Turnier in der offenen Klasse, 1991 zusätzlich auch im Schwergewicht. Bei den Asienspielen 1990 in Peking gewann sie in der offenen Klasse durch einen Finalsieg über die Südkoreanerin Moon Ji-yoon, während im Schwergewicht ihre Landsfrau Zhang Ying erfolgreich war.
Auch bei den Weltmeisterschaften 1991 in Barcelona kämpfte die 1,73 m große Zhuang Xiaoyan in der offenen Klasse, im Schwergewicht trat Zhang Ying an. Zhuang Xiaoyan besiegte im Halbfinale die Deutsche Claudia Weber und im Finale die Kubanerin Estela Rodríguez und war Weltmeisterin. Bei der olympischen Premiere des Frauenjudo 1992 in Barcelona wurden sieben Wettbewerbe in sieben Gewichtsklassen ausgetragen, das Schwergewicht stand am 27. Juli als erster Wettbewerb auf dem Programm. Zhuang Xiaoyan besiegte in der ersten Runde die Britin Sharon Lee in einem Kampf über die volle Distanz. Im Achtelfinale gegen die Spanierin Inmaculada Vicent siegte sie genauso durch Ippon wie im Viertelfinale gegen die Ungarin Éva Gránitz und im Halbfinale gegen die Japanerin Yōko Sakaue. Das Finale gegen die Kubanerin Estela Rodríguez endete nach 2:42 Minuten.